# Podsedice (tvrz)
Tvrz Podsedice (dříve Posudice) stávala na blíže neznámém místě v obci Podsedice v Českém středohoří.

## Historie
V roce 1280, ze kterého pochází první písemná zmínka o obci, se uvádí Vecemil z Posudic. V další zprávě z roku 1454 je jako majitel zmiňován Břetislav z Posudic. V 16. století pak došlo k rozdělení vsi na dvě části, přičemž jedna připadla ke Skalce a druhá k Teplicím. V roce 1522 pak obec Valdštejnové zastavili Volfu Kaplířovi ze Sulevic.
Co se týká panského sídla (čí sídel), je situace poněkud složitější. Už před rokem 1280 jistě v obci existovala nějaká, blíže neznámá, tvrz, ovšem první přímá zmínka o ní pochází až z roku 1549. V tom roce Volf z Vřesovic vyplatil ves s tvrzí a vzápětí je prodal Albrechtovi z Vřesovic. V době před třicetiletou válkou pak došlo k rozdělení obce na tři části. Tvrz spadala do teplické části, kterou nadále vlastnili páni z Vřesovic, v roce 1634 pak zboží získal František Oldřich Libštejnský z Kolovrat. Protože v této době nejsou o tvrzi žádné zmínky, dá se usoudit, že zanikla za třicetileté války.